# Betty Schade
Betty Schade (de son vrai nom Frida Feddersen) est une actrice et scénariste germano-américaine née à Geestemünde, en Allemagne, le 27 mars 1895 et morte le 27 mars 1982 à Los Angeles (Californie), jour de ses 87 ans.

## Biographie
Elle fut l'épouse de Fritz Schade de 1914 à la mort de ce dernier, en 1926, dont elle eut un enfant.
Le couple débuta dans une compagnie théâtrale en 1912/1913, puis rejoignit la troupe de Mack Sennett, pour entrer ensuite à la Universal alors dirigée par Carl Laemmle.
Elle mit fin à sa carrière en 1921.

## Filmographie partielle

### Comme actrice
- 1913 : Bumps and Willie de Fred Huntley : Betty
- 1913 : The Jealous Waiter de Mack Sennett
- 1914 : From Father to Son de Robert Z. Leonard
- 1916 : The Man from Bitter Roots de Oscar Apfel
- 1917 : A Midnight Mystery de William V. Mong
- 1917 : The Taming of Lucy
- 1917 : The Edge of the Law de Louis Chaudet
- 1918 : La Tache de sang (The Scarlet Drop) de John Ford : Betty Calvert
- 1918 : Le Bébé du cow-boy (A Woman's Fool) de John Ford : Katie Lusk
- 1919 : Le Soupçon (The Girl with No Regrets) de Harry F. Millarde
- 1919 : Un soir d'orage (Through the Wrong Door) de Clarence G. Badger
- 1919 : Delivrance de George Foster Platt : Mrs. Kate Adams Keller
- 1919 : Le Serment de Black Billy (Bare Fists) de John Ford : Conchita
- 1919 : Ceux que les dieux détruiront (Whom the Gods Would Destroy) de Frank Borzage
- 1920 : The Soul of Youth de William Desmond Taylor : Maggie
- 1920 : Un garçon précieux (The Village Sleuth) de Jerome Storm : Mrs. Richley
- 1920 : Flame of Youth de Howard M. Mitchell
- 1921 : Le Prince des Ténèbres (Voices of the City) de Wallace Worsley

### comme scénariste
- 1916 : Her Soul's Song (+ histoire)